# Wikimapia
A WikiMapia böngészővel használható online térkép, amely ötvözi a Google térképszolgáltatását egy wiki rendszerrel. Az oldal megengedi a felhasználóknak, hogy a Föld bármely pontján található helyeket megnevezzék. A honlapot Alexandre Koriakine és Evgeniy Saveliev indította el 2006. május 24-én. 
A WikiMapia önálló fejlesztés, amely nem áll kapcsolatban a Wikimédia Alapítvánnyal, de a weboldal szerkesztői szerint a Wikipédia ihlette őket.
A rendszer megengedi, hogy akár 20 kilométeres oldalú sokszögekkel a felhasználók körbekerítsenek egy bizonyos földrajzi területet, amely ezután sokféle kategóriába sorolható. Ezután a szerkesztő tájékoztató szöveget írhat a helyről (például a hely nevét, címét, telefonszámát, leírását). Ahhoz, hogy megnyissuk ezt a szerkeszthető lapot, csak rá kell kattintanunk a megfelelő sokszögre (amikből sok csupán téglalap). Az oldalon a már meglévő helyekre keresni lehet.

## Története
- 1 millió regisztrált hely: 2006. augusztus 16.
- 2 millió regisztrált hely: 2006. november 22.
- 3 millió regisztrált hely: 2007. március 8.
- 4 millió regisztrált hely: 2007. június 26.
- 28 millió regisztrált objektum: 2017. november

Elindult egy másik fejlesztés is, amely a WikiMapia felhasználói felületét próbálja lefordítani 64 nyelvre.
Néhány országban – mint például Indiában – rohamosan nő a helyek száma, ami az ázsiai ország drága térképészeti szolgáltatásaival okolható. Ez azonban azt a problémát okozza, hogy a zsúfoltabb indiai városokban már rengeteg egymást fedő téglalap van.

## Új szolgáltatások és tervek
A kezdetekben a WikiMapián nem volt se regisztráció se adminisztráció. Minden felhasználó anoniman szerkeszthetett és nem lehetett kiszűrni a problémás szerkesztőket. A regisztrációs szolgáltatás 2006. október 8-án indult. Azok, akik három napnál hosszabb ideje regisztráltak további lehetőségeket kaptak, mint például a téglalapok levédését, átméretezését, törlését. A felhasználókat pontokkal jutalmazzák aszerint, hogy hány helyet adnak hozzá a térképhez.
2007. március 23-tól egy új szolgáltatás, a sokszöggel való bekerítés jelent meg.
2007 novembere előtt a fejlesztők növelni akarják a használhatóságot.

## Üzleti háttér
A fejlesztők főleg a Google hirdetéseiből szereznek pénzt. 2007 júliusa óta már további programozókat keresnek.

## Kritika
Mint minden wiki alapú rendszerben, itt is igen sok vandállal lehet találkozni, akik puszta szórakozásból kitörlik a szorgalmasan megírt cikkeket. 